# Astragalus cremnophylax
Astragalus cremnophylax är en ärtväxtart som beskrevs av Rupert Charles Barneby. Astragalus cremnophylax ingår i släktet vedlar, och familjen ärtväxter.

## Underarter
Arten delas in i följande underarter:
- A. c. cremnophylax
- A. c. hevronii
- A. c. myriorrhaphis

## Bildgalleri

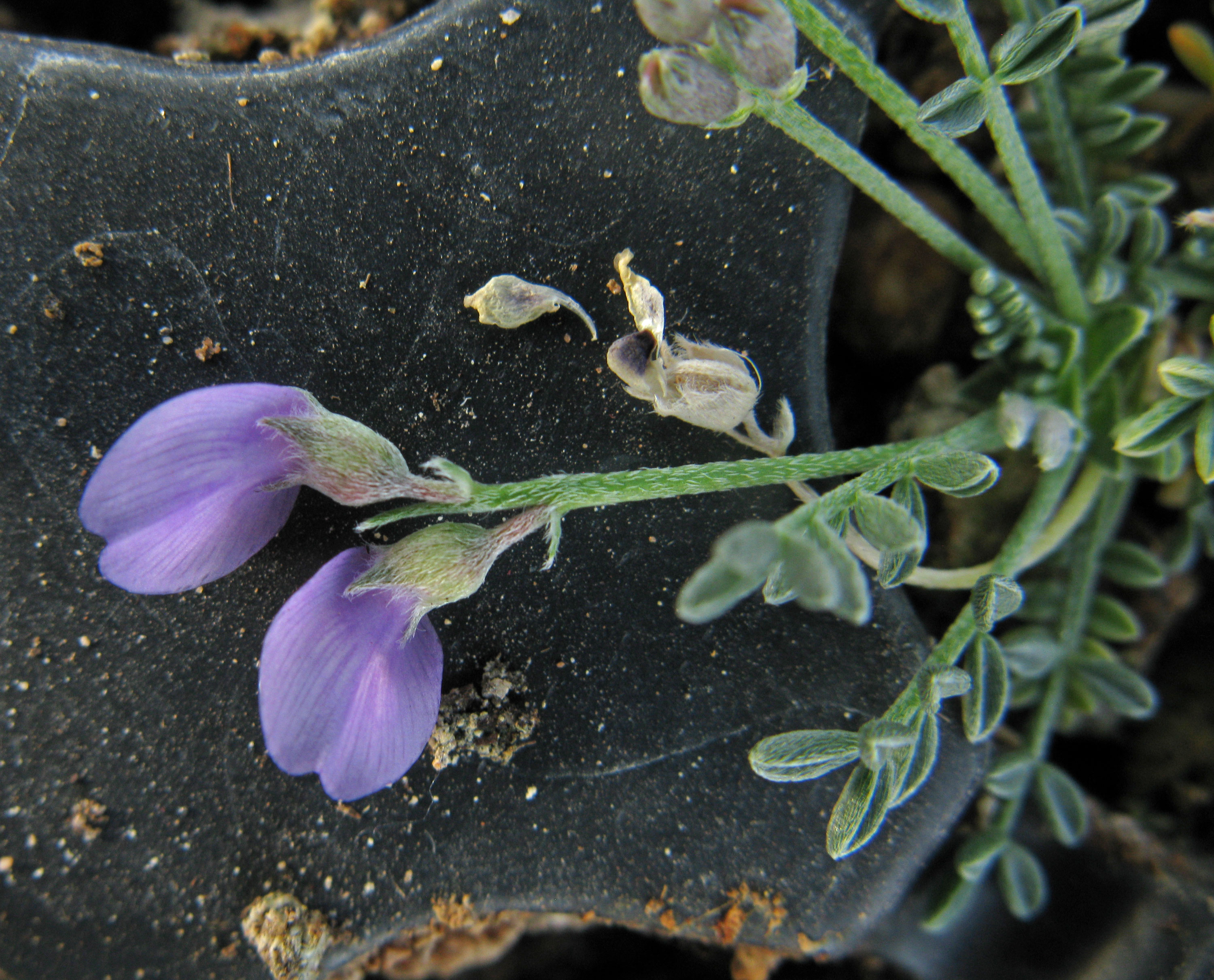